# 可再生與可持續能源期刊
《可再生與可持續能源期刊》（Journal of Renewable and Sustainable Energy）是一份2009年發行的線上學術期刊。該期刊每月出版一次，內容涵蓋再生能源及可持續能源相關的物理和工程議題。目前，期刊的主編是P. Craig Taylor和John A. Turner。據2012年的期刊引證報告指，《可再生與可持續能源期刊》的影響因子為1.514。

## 資料來源
1. ↑  "About JRSE". （页面存档备份，存于） Accessed: January 22, 2013.

## 外部連結
- 官方网站